# (2759) Idomeneo
(2759) Idomeneo es un asteroide que forma parte de los asteroides troyanos de Júpiter y fue descubierto por Edward L. G. Bowell desde la Estación Anderson Mesa, en Flagstaff, Estados Unidos, el 14 de abril de 1980.

## Designación y nombre
Idomeneo recibió inicialmente la designación de 1980 GC.
Más adelante, en 1983, se nombró por Idomeneo, un personaje de la mitología griega.

## Características orbitales
Idomeneo está situado a una distancia media de 5,18 ua del Sol, pudiendo alejarse hasta 5,525 ua y acercarse hasta 4,835 ua. Tiene una excentricidad de 0,06659 y una inclinación orbital de 21,95 grados. Emplea 4306 días en completar una órbita alrededor del Sol.

## Características físicas
La magnitud absoluta de Idomeneo es 10. Tiene un diámetro de 61,01 km y un periodo de rotación de 32,4 horas. Su albedo se estima en 0,0571.